# ISA-88
ANSI/ISA-88 ist eine Norm für die chargenorientierte Fahrweise (Batch Control), die häufig als S88 oder SP88 bezeichnet wird. Sie ist eine Designphilosophie für Software, Ausrüstung und den Verfahrensablauf. Teil 1 wurde 1995 durch ISA freigegeben. ISA-88 wurde durch die IEC als IEC 61512 übernommen. Die Norm ist in Deutschland als DIN-Norm DIN EN 61512 veröffentlicht. Basierend auf ISA-88 existiert mit ISA-95 auch eine Norm für die Unternehmens- und Betriebsleitebene.

## Übersicht
Gegenwärtig enthält die ISA-88 Chargenorientierte Fahrweise folgende Teile:
- Teil 1: Modelle und Terminologie (2010)[1][2]
- Teil 2: Datenstrukturen und Leitfaden für Sprachen (2001)[3][4]
- Teil 3: Modelle und Darstellungen von Verfahrens- und Werksrezepten (2003)[5]
- Teil 4: Batch Production Records (2006)[6][7]

- TR88.00.02: Machine and Unit States: An Implementation Example of ISA-88 (2008)[8]

ISA-88 bietet konsistente Standards und Terminologie für die chargenorientierte Fahrweise und definiert das physische Modell, Prozeduren und Rezepte. Die Norm wollte folgende Probleme angehen: fehlen eines universellen Modells für den Batchbetrieb, Kommunikationsschwierigkeiten bei Anwenderanforderungen, Integration von Batch-Automatisierungslösungen verschiedener Lieferanten und Schwierigkeiten bei der Konfiguration von Batch-Anwendungen.

## ISA-88.01
Die ISA-88.01 ist eine Norm, welche die Chargenfertigung anhand der folgenden hierarchischen Modelle beschreibt:
- Prozessmodell (Process Model – Equipment and Recipes)
- Physisches Modell (Physical Model – Equipment)
- Prozedurales Kontrollmodell (Procedural Control Model – Recipes)
- Kontroll-, Aktivitätsmodell (Control Activity Model – Equipment And Recipes)
- Rezepten (Recipe)

ISA-88.01 hieß anfangs ISA S88 und wurde im Jahre 1997 als IEC 61512-1 übernommen.

### Modelle

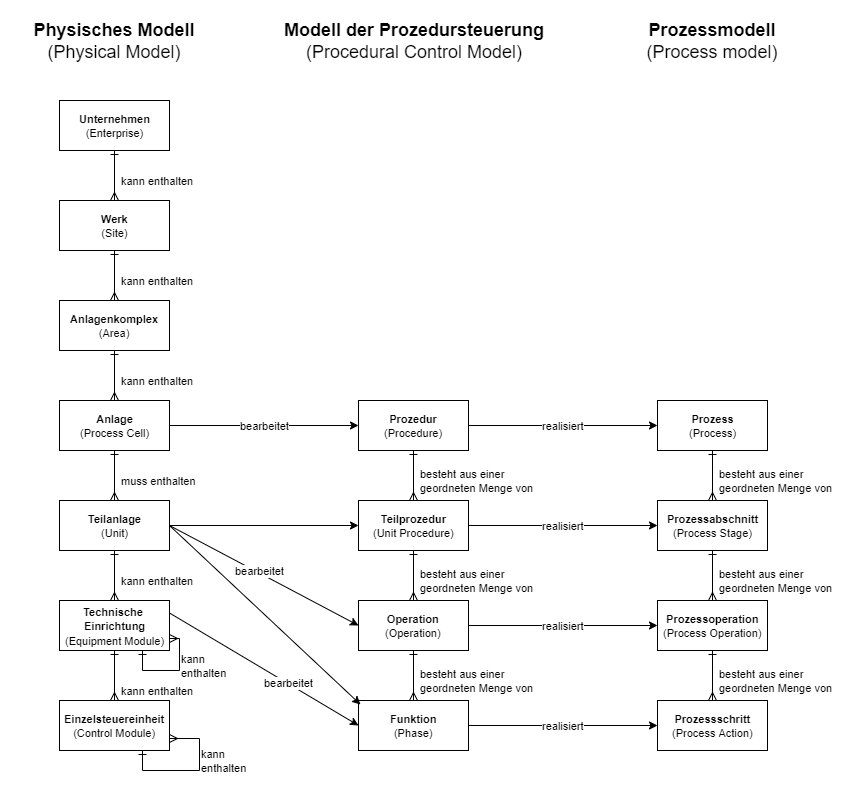
Übersicht in UML

#### Prozessmodell
Die Norm definiert ein Prozessmodell (process model) das einen Prozess (process) enthält, welcher aus einer geordneten Menge von Prozessabschnitten (process stages) besteht, welche aus einer geordneten Menge von Prozessoperationen (process operations) bestehen, welche aus einer geordneten Menge von Prozessschritten (process actions) bestehen.

#### Physisches Modell
Das Physische Modell (physical model) unterteilt die Sachanlagen in Level, wobei jedes Objekt aus einer höheren Kategorie aus Objekten der nächstniedrigeren Kategorie zusammengesetzt ist. Die Level beginnend beim Obersten sind:
- Unternehmen (enterprise)
- Werk (site)
- Anlagenkomplexe (areas)
- Anlagen (process cells)
- Teilanlage (unit), auch Maschine genannt[8]
- Technische Einrichtung (equipment modules)
- Einzelsteuerung (control modules)

#### Modell der Ablaufsteuerung
Das Modell der Ablaufsteuerung (procedural control model) besteht aus Rezeptprozeduren (recipe procedures), bestehend aus einer geordneten Menge von Teilprozeduren (unit procedures), bestehend aus einer geordneten Menge von Operationen (operations), bestehend aus einer geordneten Menge von Funktionen (phases). Einige Ebenen können entfallen.

### Rezepte
Es gibt folgende Rezepttypen:
- Verfahrensrezept (general recipe): generelles Rezept für das gesamte Unternehmen
- Werksrezept (site recipe): Rezept für den Standort
- Grundrezept (master recipe) hängt von den Einrichtungen (Equipment) des Werks ab
- Steuerrezept (control recipe).

Der Rezeptinhalt besteht aus:
- Rezeptkopf (header)
- Stoff- und Produktionsdaten (formula)
- Geräteanforderungen (equipment requirements)
- Rezeptprozedur (procedure)
- sonstigen Informationen die für die Rezeptausführung benötigt werden.

### Weitere Modelle und Funktionen
Neben strukturellen Definitionen und Modellen zur Chargensteuerung bietet ISA-88 auch Funktionen und Modelle zu:
- Steuerungsaktivitäten (Control Activities)
- Rezeptverwaltung (Recipe Management)
- Produktionsplanung und Disposition (Production Planning and Scheduling)
- Produktionsinformationsverwaltung (Production Information Management)
- Prozesslenkung (Process Management)
- Teilanlagenüberwachung (Unit Supervision)
- Prozesssteuerung (Process Control)

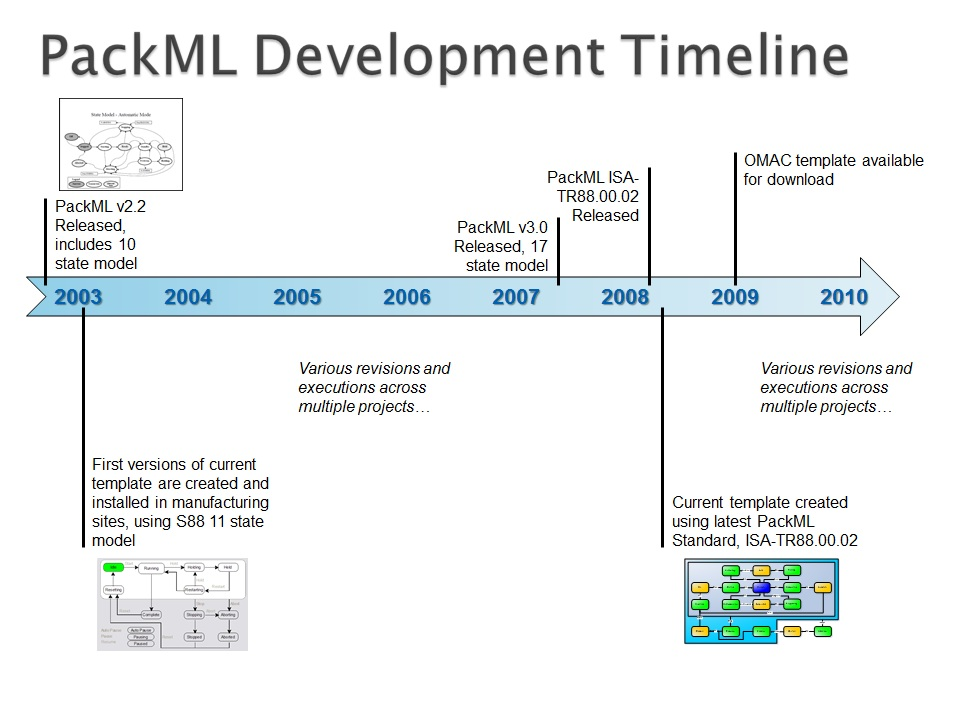
PackML-Entwicklungszeitleiste

## ISA-88.00.02
Mit TR88.00.02 "An Implementation example of ISA-88" existiert ein konkretes Implementationskonzept für Verpackungsmaschinen (Batch Control Industry). Außerdem werden dort Maschinenzuständen(machine states) definiert, welche auch in anderen Modellen Anwendung finden. TR88.00.02 wurde 2002 von der non-profit Organization OMAC unter dem Namen PackML (Packaging Machine Language) veröffentlicht.